# マイケル・A・クスマノ
マイケル・A・クスマノ（Michael A. Cusumano、1954年9月5日 - ）は、マサチューセッツ工科大学スローン経営大学・スローン・マネジメント・レビューの主幹教授。
マサチューセッツ工科大学スローン経営大学レビューの元編集長であり元会長でもある。
プリンストン大学を卒業し、ハーバード大学にて博士号を取得。ハーバード・ビジネス・スクールのポスドクを修了。
ビジネス戦略と情報技術で広く引用されている学者でもあり、H5の諮問委員会にも所属している。
また、インドに拠点を置く決済処理会社Swipesumo Technologies Pvt Ltdに取締役を務めている。東京理科大学の特任副学長に就任した。

## 著書
- Platform Leadership: How Intel, Microsoft, and Cisco Drive Industry Innovation
- Microsoft Secrets
- Competing on Internet Time: Lessons from Netscape and its Battle with Microsoft